# Superagnia fuchsi
Superagnia fuchsi är en skalbaggsart som beskrevs av Stefan von Breuning 1968. Superagnia fuchsi ingår i släktet Superagnia och familjen långhorningar. Inga underarter finns listade i Catalogue of Life.